# 側紋毛鼻鯰
側紋毛鼻鯰（学名：Trichomycterus latistriatus），為輻鰭魚綱鯰形目毛鼻鯰科的其中一種。分布於南美洲哥倫比亞Santander地區，體長可達4.6公分。

## 扩展阅读
維基物種上的相關：側紋毛鼻鯰